# Chiesa di San Giuseppe (Hrubá Skála)
La chiesa di San Giuseppe (in ceco Kostel svatého Josefa ) è la parrocchiale che si trova a Hrubá Skála, comune del Distretto di Semily nella Regione di Liberec, Repubblica Ceca. Appartiene alla diocesi di Litoměřice, sede della Chiesa cattolica nella Repubblica Ceca suffraganea dell'arcidiocesi di Praga e risale al'inizio del XIX secolo.

## Storia

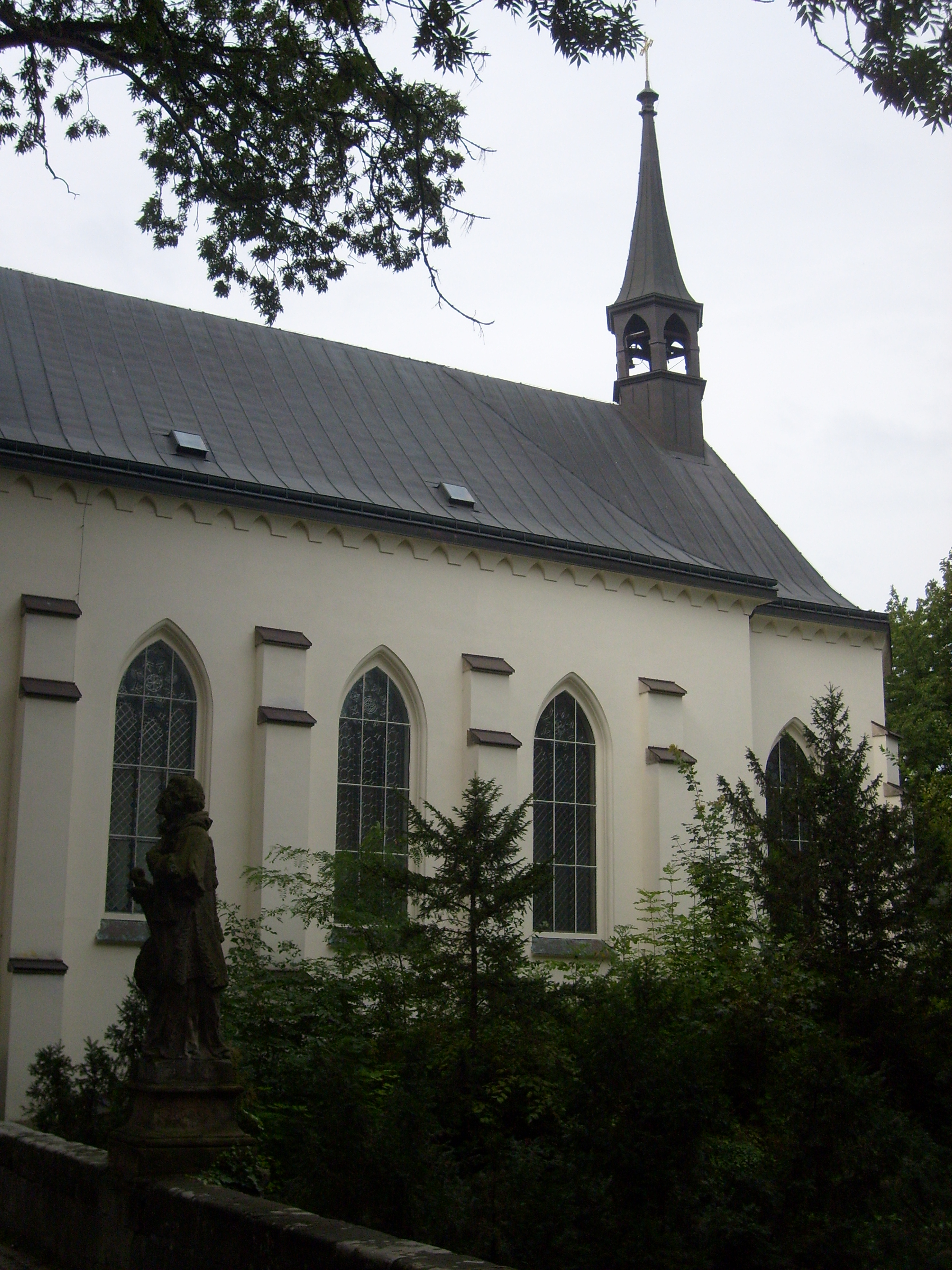
Visione laterale della chiesa col piccolo campanile sul tetto

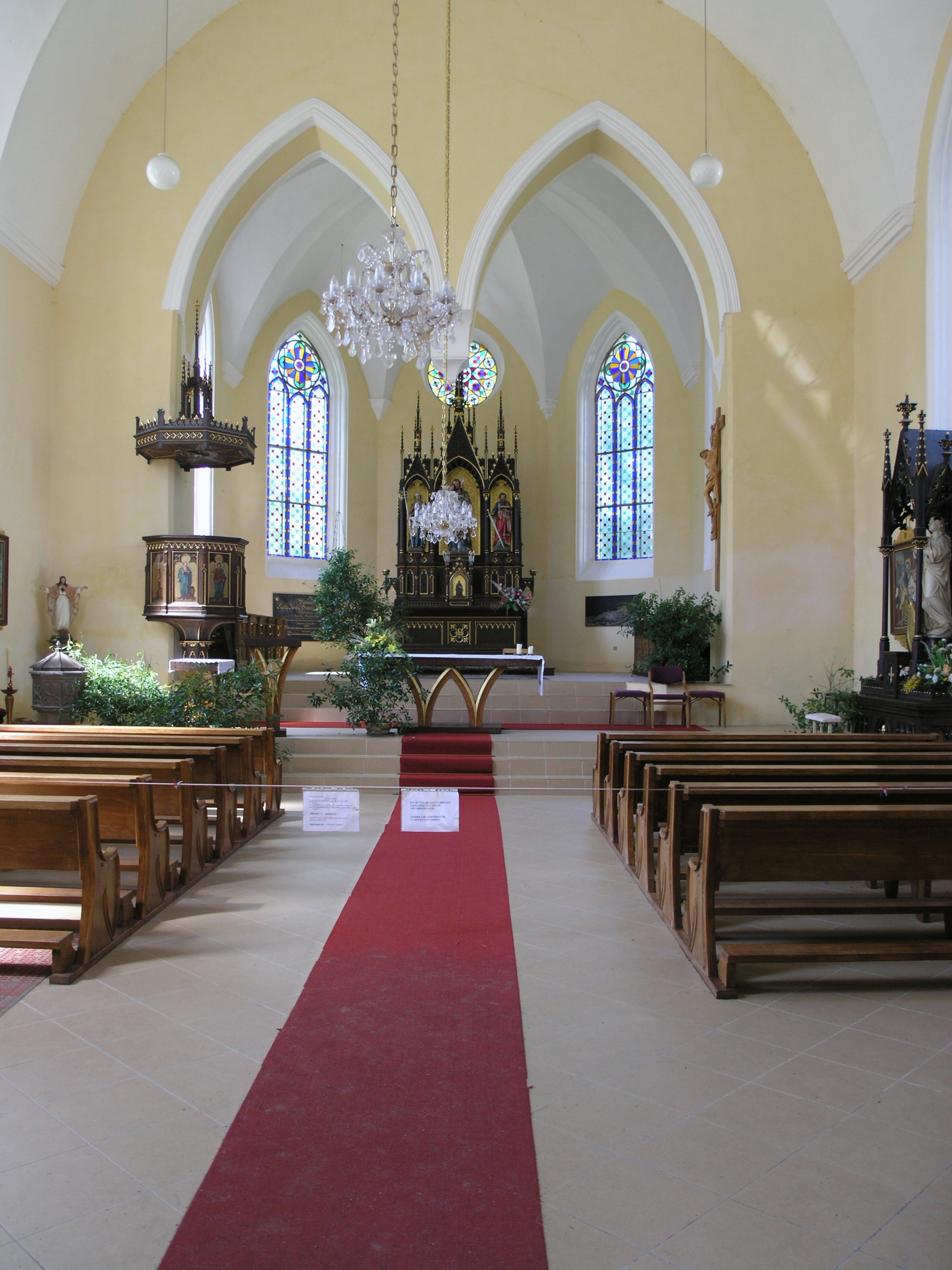
Interno della sala

Il luogo di culto venne edificato all'interno del complesso del castello di Hrubá Skála all'inizio del XIX secolo per volontà di Josef Karl di Waldstein che ne affidò il progetto a Jindřich Hausknecht. La chiesa divenne sede della nuova parrocchia di Hrubá Skála e la sua consacrazione venne celebrata il 13 ottobre 1812.

## Descrizione

### Esterni
La chiesa di San Giuseppe si trova a Hrubá Skála, comune della Regione di Liberec, Repubblica Ceca. Fa parte del complesso del castello cittadino ed è molto semplice, con facciata in muratura in stile neoclassico caratterizzata dal grande frontone con oculo rotondo sotto il quale, in asse, si apre il portale principale. Il prospetto è completato da due grandi e alte finestre ogivali che portano luce alla sala. La copertura del tetto è a due falde con piccola torre campanaria con tre campane posta in posizione centrale sopra il presbiterio.

### Interni
La navata interna è unica. Il presbiterio è parzialmente scavato nella roccia e non è adeguatamente isolato dall'umidità. L'altare maggiore dedicato al titolare è neogotico. All'inizio degli anni settanta venne distrutta l'opera artistica più interessante della chiesa, la statua in gesso raffigurante Gesù e realizzata nel 1935 da Josef Drahoňovský. Nella cripta è sepolto Josef Karl di Waldstein, che volle la sua costruzione.

### Monumento culturale della Repubblica Ceca
La tutela dei monumenti della Repubblica Ceca considera la chiesa, nel complesso del castello di Hrubá Skála, un monumento culturale tutelato col numero di catalogo 1000145825.